# Rightside Up
Rightside Up è l'album di debutto degli Exilia.

## Tracce
1. Keep on Breathing
2. Baby Doll
3. Sweet Rain
4. Rightside Up
5. Excuse me
6. Venus
7. Always With Me
8. Free to Live
9. Not Me
10. Even If

## Formazione
- Masha - Lead Vocals
- Elio - Alien Guitars
- Frank Coppolino - Bass
- Ramon Rossi - Drums